# Pterodroma
Pterodroma é um género de aves procelarídeas que inclui diversas espécies conhecidas como pardelas, grazinas, freiras ou fura-buchos. São aves pelágicas, comuns em todos os oceanos do planeta.
As espécies de Pterodroma têm em comum o bico, muito curvo na ponta, asas compridas e cauda curta. Os padrões da plumagem são muito variáveis de espécie para espécie. Estas aves vivem o tempo inteiro em mar alto, excepto na época de acasalamento quando nidificam em ilhas oceânicas. As aves Pterodroma não constroem ninhos: cada postura, de um ovo apenas, é feita em chão aberto. Os progenitores têm hábitos noturnos durante a época de nidificação.
Estas aves alimentam-se de pequenos peixes e moluscos, que apanham junto da superfície do mar.

## Espécies
O género Pterodroma compreende 34 espécies:
- Freira-d'asa-grande ou Fura-bucho-de-cara-cinza, Pterodroma macroptera
- Grazina-de-cabeça-branca (ou freira-de-cabeça-branca ou pardela-de-cabeça-branca), Pterodroma lessonii
- Pardela-de-capuz (ou freira-de-schlegel ou grazina-de-barriga-branca), Pterodroma incerta
- Freira-de-solander, Pterodroma solandri
- Freira-de-magenta, Pterodroma magentae
- Freira-de-murphy, Pterodroma ultima
- Freira-suave (ou Grazina-mole), Pterodroma mollis
- Freira-da-madeira, Pterodoma madeira
- Freira-do-bugio (ou freira-de-cabo-verde), Pterodroma feae
- Freira-das-desertas, Pterodroma deserta
- Freira-das-bermudas,Pterodroma cahow
- Freira-das-antilhas, Pterodroma hasitata
- Freira-jamaicana, Pterodroma caribbaea
- Freira-das-joão-fernandes, Pterodroma externa
- Freira-de-vanuatu, Pterodroma occulta
- Petrel-de-kermadec (ou freira-das-kermadec), Pterodroma neglecta
- Freira-de-herald, Pterodroma heraldica
- Freira-da-trindade (ou grazina-de-trindade), Pterodroma arminjoniana
- Freira-de-henderson, Pterodroma atrata
- Freira-das-fénix, Pterodroma alba
- Freira-de-barau, Pterodroma baraui
- Freira-havaiana, Pterodroma sandwichensis
- Freira-das-galápagos, Pterodroma phaeopygia
- Freira-malhada, Pterodroma inexpectata
- Freira-de-pescoço-branco, Pterodroma cervicalis
- Freira-d'asa-preta, Pterodroma nigripennis
- Freira-das-chatham, Pterodroma axillaris
- Freira-das-bonin, Pterodroma hypoleuca
- Freira-de-garganta-branca, Pterodroma leucoptera
- Freira-de-colar, Pterodroma brevipes
- Freira-de-cook, Pterodroma cookii
- Freira-chilena, Pterodroma defilippiana
- Freira-de-stejneger, Pterodroma longirostris
- Freira-de-pycroft, Pterodroma pycrofti

1. ↑  «fura-bucho». infopédia. Consultado em 5 de junho de 2016
2. ↑  «Significado / definição de fura-bucho no Dicionário Priberam da Língua Portuguesa». priberam.pt. Consultado em 11 de junho de 2016
3. ↑  BirdGuides. «Pterodroma». Consultado em 5 de junho de 2023